# Amador (film, 1965)
Pour les articles homonymes, voir Amador.
Pour plus de détails, voir Fiche technique et Distribution.
Amador est un film espagnol réalisé par Francisco Regueiro, sorti en 1965.

## Fiche technique
- Titre : Amador
- Réalisation : Francisco Regueiro
- Scénario : Francisco Regueiro, Angelino Fons, Manuel López Yubero et Jacques Lagneau
- Décors : Luis Argüello
- Photographie : Francisco Sempere
- Son : Felipe Fernández
- Montage : Pablo G. del Amo
- Musique : Daniel White
- Production : José Manuel M. Herrero
- Sociétés de production : Jet Films, Champs-Élysées Productions
- Pays d'origine :  Espagne,  France
- Format : Noir et blanc - 35 mm - 1,66:1 - Mono
- Genre : drame
- Durée : 105 minutes
- Date de sortie :
  - Semaine de la critique, Festival de Cannes, mai 1965 ; Espagne, 2 novembre 1966
  - Festival international du film de Saint-Sébastien 1967[1]

## Distribution
- Maurice Ronet : Amador
- Amparo Soler Leal : Laura
- María Luisa Ponte : tante Aurora
- Yelena Samarina : Julita
- José María Prada : Jesús
- María Asquerino : Ana
- Elsa Zabala : Ketty
- Madeleine Dehecq : la serveuse de la cafeteria
- Roberto Llamas : Sergio
- Manuel Ayuso : le serveur au 'Manila'
- Mari Paz Ballesteros : Pilar
- Chiro Bermejo : le garde civil
- Xan das Bolas : le cireur
- Fernando Caro : le serveur au club de jazz
- Laureano Franco : l'hôtelier
- Emilio García Domenech : le sergent
- Ricardo G. Lilló : le monsieur dans l'église
- Coral Pellicer : la fille du train
- Luis San Martín : Barbero
- Francisco Serrano : Julio
- Francisco Solinas : Manolo
- Carlos Sánchez : le fils d'Amador
- María Elena Flores : la servante de l'hôtel
- Margarita Lozano

## Appréciation critique
« Amador, de Francisco Regueiro, souffrait des exigences de la censure espagnole qui avait obligé à escamoter une moitié du sujet, l'obsession sexuelle ambiante où s'exacerbe la folie meurtrière de ce Don Juan de province. »

— Louis Marcorelles,  Le Monde, 1 juin 1965

« L'auteur a vu son scénario trois fois refusé par la censure espagnole. Son but était de montrer l'obsession sexuelle liée au christianisme, aux conditionnements sociaux. Ce dernier scénario, base de l'actuel Amador, ne laisse pas filtrer grand-chose de ces intentions premières. »

— Jacqueline Lajeunesse, La Saison cinématographique 65